# Acrodontis
Acrodontis is een geslacht van vlinders in de familie spanners (Geometridae). De wetenschappelijke naam van het geslacht is voor het eerst geldig gepubliceerd in 1931 door Eugen Wehrli.
De typesoort van het geslacht is Ennomos aenigma Prout, 1914

## Soorten
- Acrodontis aenigma (Prout, 1914)
- Acrodontis fumosa Prout
- Acrodontis hunana Wehrli, 1936
- Acrodontis insularis Holloway, 1993
- Acrodontis kotschubeji Sheljuzhko, 1944
- Acrodontis tanchame Koboayashi, 1995
- Acrodontis tsinlingensis Beyer, 1958
- Acrodontis yazakii Koboayashi, 1995